# André Brückner
André Brückner (* 6. Dezember 1965) ist ein ehemaliger deutscher Fußballspieler. 1989/90 spielte er für Fortschritt Bischofswerda in der DDR-Oberliga, der höchsten Liga im DDR-Fußball.

## Sportliche Laufbahn
Bevor André Brückner seine ersten Punktspiele im Männerbereich absolvierte, spielte er in der Saison 1983/84 für Dynamo Dresden in der Juniorenoberliga, wo er als Abwehrspieler einen Stammplatz innehatte. Nachdem er dem Juniorenalter entwachsen war, setzte ihn Dynamo Dresden in seiner DDR-Liga-Mannschaft Dynamo II ein. Auch dort spielte Brückner 1984/85 zunächst regelmäßig in der Abwehr, in der Rückrunde kam er aber nur noch unregelmäßig und auf unterschiedlichen Positionen zum Einsatz. 
Zur Saison 1985/86  wechselte Brückner zum DDR-Ligisten Glückauf Sondershausen. Dort eroberte er sich sofort wieder einen Stammplatz in der Verteidigung und war zwei Spielzeiten lang der einzige Spieler, der für Glückauf in allen 34 Ligaspielen eingesetzt wurde. Nachdem Sondershausen 1987 aus der DDR-Liga absteigen musste, wechselte Brückner innerhalb der DDR-Liga zur Betriebssportgemeinschaft (BSG) Aktivist Schwarze Pumpe Hoyerswerda. Auch dort bestritt er von 1987 bis 1989 wieder zwei Spielzeiten und fehlte in dieser Zeit nur bei einem Punktspiel, wobei er von den beiden Trainern Wilfried Göcke und Horst Peschke regelmäßig als Mittelfeldspieler aufgeboten wurde. 
Zu Beginn der Saison 1989/90 schloss sich Brückner dem DDR-Oberliga-Neuling BSG Fortschritt Bischofswerda an. Von den 26 Oberligaspielen bestritt er 22 Begegnungen. Er wurde wechselnd in allen Mannschaftsteilen eingesetzt und erzielte dabei zwei Tore. In seiner zweiten Oberligasaison 1990/91, in der die bisherige Betriebssportgemeinschaft in den Fußballverein Fortschritt umgewandelt wurde, absolvierte Brückner, nun regelmäßig im Mittelfeld spielend, alle fünfzehn Punktspiele und kam erneut zu zwei Torerfolgen. 
Nach der Winterpause wechselte Brückner in die drittklassige Bayernliga zum TSV 1860 München. Dort konnte er sich jedoch nicht durchsetzen, kam in den restlich sechzehn Ligaspielen nur dreimal zum Einsatz und hatte damit nur geringen Anteil am Aufstieg in die 2. Bundesliga. Für die Saison 1991/92 erhielt er einen Vertrag beim Bundesligisten Karlsruher SC, für den er jedoch kein Punktspiel bestritt. 
Anschließend spielte André Brückner nur noch für unterklassige Mannschaften im sächsischen Raum, u. a. auch wieder einige Spielzeiten beim Hoyerswerdaer Club. Von 2000 bis 2018 war Brückner als Trainer tätig, ebenfalls im unterklassigen Bereich, z. B. beim TSV Pulsnitz (Sachsenliga), wo er zuvor auch Spieler gewesen war, sowie beim SV Einheit Kamenz (Bezirksliga Dresden) und beim SV Rot-Weiß Bad Muskau (Landesklasse Sachsen).